# Gouy-en-Artois
Gouy-en-Artois is een gemeente in het Franse departement Pas-de-Calais (regio Hauts-de-France) en telt 375 inwoners (1999). De plaats maakt deel uit van het arrondissement Arras.

## Geografie

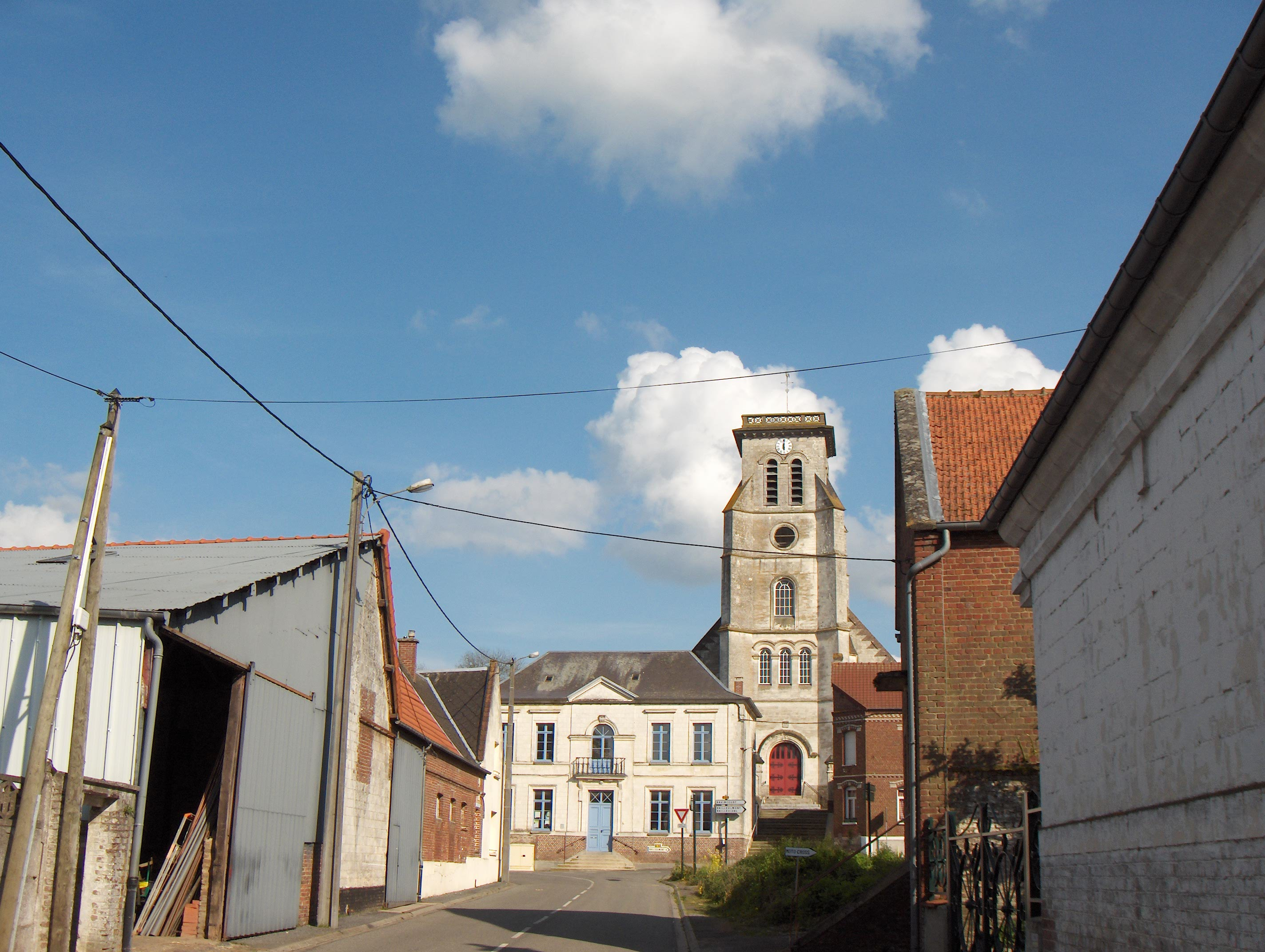
Gouy-en-Artois, rue de Fosseux met Sint-Amanduskerk

De oppervlakte van Gouy-en-Artois bedraagt 10,1 km², de bevolkingsdichtheid is 37,1 inwoners per km².
De onderstaande kaart toont de ligging van Gouy-en-Artois met de belangrijkste infrastructuur en aangrenzende gemeenten.

## Demografie
Onderstaande figuur toont het verloop van het inwonertal (bron: INSEE-tellingen).